# Télévision en Allemagne

Logotype du Tagesschau, le journal télévisé le plus regardé du pays, chaque soir à 20 h sur la chaîne publique Das Erste.

Cet article présente des informations sur l'histoire, les chaînes, les personnalités et les programmes de la télévision allemande.

## Histoire
On peut diviser l’évolution de la télévision allemande en 4 phases :
Une première phase qui correspondrait à l’émergence de ce nouveau média. Le premier programme télévisé régulier du monde est diffusé à Berlin à partir du 18 avril 1934, à l’occasion des jeux olympiques d’été, même si seulement un millier d’Allemands possède à l’époque un poste de télévision. En 1944, les programmes télévisés furent suspendus.
Une seconde phase, assez courte, allant de 1945 à 1949 et qui constituerait le fondement de la télévision allemande moderne. On y voit tout d’abord la mainmise et l’organisation au niveau régional des diffuseurs de radiotélévision par les alliés, puis la reprise en 1948-1949 de ces chaînes par les régions.
La troisième phase débuterait avec la création de l'organisme public ARD en 1950 qui regroupe les différentes chaînes régionales au niveau fédéral (national). À la création de la première chaîne par l'ARD (das Erste en 1954) succéderont celle de ZDF (la deuxième chaîne nationale) en 1963, la création des « troisièmes programmes » (les chaînes régionales) puis l’arrivée des chaînes privées en 1984.
Créé en 1950, l'organisme ARD réunissait à son origine les chaînes régionales allemandes. Aujourd’hui, il représente la première chaîne publique allemande das Erste (première diffusion du programme en 1954) ainsi que des programmes communs avec d’autres chaînes (et notamment avec ZDF). La section ARD-digital (branche numérique) diffuse dans toute l’Allemagne un programme numérique qui lui est propre avec 18 chaînes par le câble et le satellite.
En Allemagne de l’Est fut créée der Deutscher Fernsehfunk (DFF), dont le siège était à Berlin-Est. La diffusion télévisuelle commença en 1952. La télévision était un instrument de l’État sous influence soviétique. À partir des années 1960, elle fut très largement utilisée pour la propagande politique.
La deuxième chaîne ouest-allemande, ZDF, fut créée en 1963. Cette chaîne publique généraliste, en plus de la coproduction avec l'ARD et d’autres chaînes (KI.KA, Phoenix, Arte et 3Sat), propose également un bouquet numérique de 7 chaînes thématiques.
ARD et ZDF produisent des programmes de télévision communs comme la chaîne d'information et de documentaires Phoenix et la chaîne pour enfants KI.KA. Les chaînes ARD, ZDF et les chaînes autrichienne ORF et suisse SF produisent ensemble une chaîne commune germanophone 3sat. ARD, ZDF, Arte France avec une petite contribution de la télévision suisse sont les producteurs de la chaîne Arte.
Il existe également des chaînes publiques régionales que l’on appelle die dritten Programme, c’est-à-dire des « troisièmes chaînes », ce qui constitue une spécificité proprement allemande. Il y en a environ une dizaine, parmi lesquelles les chaînes WDR qui émet essentiellement dans la région de Rhénanie du Nord-Westphalie, SR pour la Sarre (Land), HR pour la région de la Hesse, etc. Toutes ces chaînes ont produit à l’origine des émissions pour l'ARD, mais proposent aujourd’hui leur propre programme généraliste.
La quatrième phase commence en 1983-1984, avec l’ouverture du marché aux chaînes privées. Le nombre de chaînes à la disposition des ménages explosa alors ; ce fut le début d’une rude concurrence dans un système binaire : public contre privé.
À cause de contraintes financières, le paysage de la télévision publique s’est modifié au travers de quelque fusions :
- 1998 : SWF et SDR deviennent Südwestrundfunk (SWR).
- 2003 : SFB et ORB fusionnent en Rundfunk Berlin-Brandenburg (RBB).

## Chaînes

### ARD
L'ARD (Arbeitsgemeinschaft der öffentlich-rechtlichen Rundfunkanstalten der Bundesrepublik Deutschland) est la première chaîne de télévision allemande, elle fut créée en 1950 et coordonne depuis les programmes des différentes régions (länder). Elle a la particularité d'être constituée de neuf chaînes régionales de télévision et de radio de droit public, qui produisent les émissions pour le premier programme national et diffusent leurs propres programmes dans les régions et au niveau national (câble et satellite). Le terme ARD est imparfaitement utilisé par les médias mais aussi dans le langage courant pour désigner la première chaîne allemande Das Erste.
- Das Erste, chaîne nationale diffusant les programmes nationaux des 9 chaînes régionales.
- EinsFestival, Déclinaison d'ARD puisant dans ses archives.
- EinsPlus (1997-2016), déclinaison des programmes d'ARD à une heure différente.
- EinsExtra (1997-2012), remplacée par Tagesschau24
- Tagesschau24, chaîne d'information créé en 2012 remplaçant EinsExtra

### ZDF
ZDF est la deuxième chaîne de télévision généraliste publique en Allemagne. Elle émet depuis 1963 et a pour mission d’informer, d’éduquer et de divertir. Cette chaîne est comparable sur le plan de l’organisation et des programmes à la chaîne française France 2. ZDF opère un bouquet numérique diffusant trois chaînes en plus de son programme : une chaîne d’informations (ZDF infokanal), une chaîne documentaire (ZDF dokukanal) et une chaîne de théâtre (ZDF theaterkanal).
- ZDFinfo, Chaîne publique d'information.
- ZDFneo, Chaîne publique de documentaires.
- ZDFkultur, Chaîne publique consacrée à la culture et remplaçant depuis 2011, ZDF theaterkanal consacrée au théâtre

### Dritte Programme
Dritte Programme regroupent l'ensemble des programmes régionaux de la télévision allemande et se sont ajoutés durant les années 1960 aux deux programmes nationaux de télévision : Erstes Deutscher Fernsehen (diffusé par la chaîne ARD) et ZDF. Par « troisième programme », on qualifie les programmes régionaux de l'ARD.
- Bayerischer Rundfunk BR (Munich, crée en 1949)/BR Fernsehen en 1964
- Hessischer Rundfunk HR (Francfort-sur-le-Main, 1948)/HR-Fernsehen en 1964
- Mitteldeutscher Rundfunk MDR (Leipzig, 1991)/MDR Fernsehen en 1992
- Norddeutscher Rundfunk NDR (Hambourg, 1955)/NDR Fernsehen en 1965
- Radio Bremen (Brême, 1949)/Radio Bremen TV en 2005
- Rundfunk Berlin-Brandenburg RBB (Berlin, Potsdam, 2003) fusion entre Ostdeutscher Rundfunk Brandeburg (de) (ORB) et Sender Freies Berlin (SFB) le 1er mai 2003:
  - SFB1 de 1992 à 2003 et ORB-Fernsehen de 1992 à 2003;
  - RBB Fernsehen depuis 2003
- Saarländischer Rundfunk SR (Sarrebruck, 1957)/SR Fernsehen en 1998
- Südwestrundfunk SWR (Stuttgart, Mayence, Baden-Baden, 1998) de la fusion entre Südwestfunk (SWF) à Baden-Baden et Süddeutscher Rundfunk (de) (SDR) à Stuttgart le 1er septembre 1998/SWR Fernsehen en 1969
- Westdeutscher Rundfunk WDR (Cologne, 1955)/WDR Fernsehen en 1965

### 3sat
3sat est une chaîne de télévision généraliste internationale publique germanophone et sans publicité des groupes de télévision publique allemands (ZDF et ARD), autrichien (ORF) et suisse (Schweizer Fernsehen SF). Cette chaîne diffuse principalement un programme à dominante culturelle constitué de programmes de ses 4 partenaires. Elle est surtout diffusée en Allemagne, en Autriche et en Suisse alémanique.

### RTL Group
- RTL Television est la première chaîne privée généraliste fondée en 1984 sous le nom RTL+ et RTL PLUS, qui est la plus connue avec Sat.1. Dix ans après sa création, elle comptait déjà en moyenne plus de téléspectateurs que son équivalent dans les chaînes publiques, l'ARD. Cette chaîne a son siège à Cologne et diffuse principalement des séries américaines, des jeux et flashs infos la journée et des films étrangers en soirée. La chaîne constitue le noyau du groupe de média RTL Group, comme RTL ZWEI, Vox ou RTL Super, avec pour principal administrateur, l’agence de presse Bertelsmann.
- RTL ZWEI est une chaîne privée lancée en 1993 par la société RTL II Fernsehen GmbH & Co. KG. Elle s’adresse à un public jeune et contient majoritairement des programmes de divertissement. Elle est dirigée par Jochen Starke depuis février 2005 et a son siège au sud de Munich. On trouve essentiellement des dessins animés, des spectacles musicaux et des téléréalités qui sont les piliers de la chaîne. C’est sur cette chaîne qu’est diffusée Big Brother (la version allemande de la téléréalité Loft Story), l’émission de casting Popstars à ses débuts (l’émission est retransmise en 2008 sur la chaîne ProSieben, Frauentausch connue en France sous le nom de On a échangé nos mamans. La chaîne diffuse également des mangas tous les après-midis. Avec une moyenne d’environ 4 % depuis sa création, la chaîne a effectué son meilleur taux d’audience en 2000 et en 2004, en grande partie grâce à la diffusion de Big Brother.
- RTL Super, La chaîne familiale du groupe RTL en Allemagne.
- Vox, Quatrième chaine généraliste appartenant à RTL Group. C'est la chaine qui a diffusé, avec succès, la série française Sous le soleil rebaptisée Saint Tropez en Allemagne.
- RTL Crime, chaîne des polars émettant en chiffré.
- RTL Passion, chaîne des feuilletons télévisés et soap operas en chiffré.
- Nitro, chaîne des séries et films d'actions
- RTL Living, chaîne de loisirs / du côté de chez vous TV allemande en chiffrée.
- N-tv, chaîne d'information du groupe RTL.

### HSE 24 ouHome Shopping Europe
du téléachat.

### Sat.1
Sat.1 est une chaîne privée allemande dont le siège est à Berlin. La société fondée par Leo Kirch est une sœur de la chaîne ProSieben. Sat.1 est diffusée par le câble et par satellite. La chaîne a commencé à diffuser son programme le 1er janvier 1984 à 9 h 58. À ce moment, Jürgen Doetz en est le président. Au début, la chaîne ne peut être reçue que dans environ 120 000 foyers allemands. Au 1er octobre 1987, après RTL Plus, Sat.1 commence à diffuser un programme complet qui commence tous les matins avec l’émission Guten Morgen mit Sat.1. Le 2 octobre 2000 la chaîne fusionne avec ProSieben. De cette fusion naît le groupe ProSiebenSat.1 Media AG. Le 3 septembre 2004 le slogan de Sat.1 n’est plus powered by emotion mais Sat.1 zeigt’s allen, la chaîne change également de logo. Au 1er février 2007 le slogan Sat.1 zeigt’s allen fut retiré et la chaîne se présente désormais sans slogan.
- Sat 1 comedy, Déclinaison comique de Sat 1. disponible sur le cable et le bouquet Premiere Digital.

### ProSieben
ProSieben est une chaîne privée importante qui appartient au groupe ProSiebenSat.1 Media. Créée fin 1988, cette chaîne a une vocation généraliste : elle diffuse notamment des émissions de divertissement comme Talk Talk Talk, des émissions de télé-réalité qu’elle décline avec l’appellation Real Life comme Lebe deinen Traum (un Real Life Doku), Das Geständnis (un Real Life Show), un journal d’information (Newstime) et un magazine d’information et de vulgarisation (Galileo). Les séries diffusées par ProSieben sont essentiellement des productions américaines : Cold Case, Desperate Housewives, Grey’s Anatomy... Ses présentateurs vedettes sont Stefan Raab, Charlotte Engelhardt et Sonja Kraus, entre autres. ProSieben est la seconde chaîne de télévision privée la plus regardée en Allemagne.
- Kabel eins, Chaîne du groupe « Prosiebensat.1 ».
- Kabel 1 classics, Chaîne chiffrée regroupant toutes les séries et films culte.
- Welt, Chaîne d'information du groupe « Prosiebensat.1 ».
- 9Live, Chaîne de jeux diffusée en clair et appartenant au groupe Prosiebensat.1. Créée en 2001 et stoppée en 2011.

### Autres chaînes
- KiKA (pour Kinder-Kanal) est une chaîne « alimentée » par ARD et ZDF. Fondée en 1997, KI.KA s'adresse aux enfants de 3 à 13 ans et est diffusée pendant toute la journée (6h00 - 21h00). Elle rediffuse par exemple Die Sendung mit der Maus produit par ARD, un programme qui connaît toujours autant de succès auprès des jeunes depuis ses premières diffusions en 1971.
- Nick, La chaîne pour enfants du groupe Viacom est diffusée en clair. En 1995, Nickelodeon (qui partageait son antenne avec VH-1) avait été lancée gratuitement en Allemagne puis arrêtée faute d'audience.
- Cartoon Network, déclinaison allemande de la chaîne jeunesse Cartoon Network de Turner, filiale du groupe Time Warner.
- MTV, Chaîne musicale en version allemande et gratuite. Avant le rachat de la Chaîne musicale concurrente VIVA, une deuxième version de MTV avait été diffusé en clair sous le nom de MTV POP.
- Comedy Central, Chaîne comédie du groupe MTV.
- VIVA est diffusée à ses débuts par le câble et le satellite (en analogique sur Hot Bird) en Allemagne et en Autriche. Elle fut fondée le 1er décembre 1993 à Cologne, elle était la deuxième chaîne musicale en Allemagne en concurrence avec MTV. C’est une chaîne musicale qui a son siège à Berlin, et qui diffuse des shows, des documentaires-soaps, et des magazines people, ainsi que des clips musicaux. C’est une chaîne destinée à un public d'adolescents et consacrée à la pop et au fun. En 2008, elle appartient au même groupe que MTV, le multinational américain Viacom. Son succès est tel, qu'il existe en 2008 des expansions européennes en Suisse, Autriche, Hongrie, Pays-Bas, Italie et Pologne. Une déclinaison de la chaine existait avant sous le nom de VIVA ZWEI.
- Phoenix est une chaîne publique d'information et de documentaires avec des débats politiques transmis en direct et des reportages. Elle a été créée en 1997 en tant que filiale commune de l'ARD et de la ZDF. Son siège est à Bonn. Le journal télévisé de 20h00 est présenté pour un public sourd et malentendant, en langue des signes. Les émissions historiques du journaliste Helmut Illert abordent les thèmes importants de l'histoire de la RFA.
- Bibel TV, chaîne catholique allemande
- Tier TV, Première chaîne entièrement consacrée aux animaux de compagnie.
- Eurosport, Version allemande de la chaîne sportive européenne appartenant au Discovery Communications.
- DSF ou Sport1, Seconde chaîne sportive allemande lancée en 1993 et diffusée en clair.
- Bloomberg télévision, Chaîne financière allemande.
- Das Vierte, Chaîne de divertissement fondée en 2005 et achetée en 2008 par NBC Universal avant d'être vendue en 2011 à Dmitry Lenevsky, cofondateur du groupe de média russe REN.
- Disney Channel Deutschland, déclinaison allemande de la chaîne jeunesse Disney Channel du groupe Disney Media Networks

## Personnalités

### Sabine Christiansen
Sabine Christiansen est née le 20 septembre 1957 à Preetz sous le nom de Sabine Frahm. C’est une journaliste et animatrice de télévision allemande. Depuis le 4 janvier 1998, elle anime l’émission politique portant son nom « Sabine Christiansen » sur la première chaîne allemande, émission qui devient le talkshow le plus connu en Allemagne. Depuis 2002, elle dirige la société TV 21 qui produit son talkshow. Selon le magazine « Focus », TV 21 reçoit 200 000 Euros par épisode diffusé. Chaque année, environ 45 émissions sont enregistrées et diffusées.
Déjà deux fois, elle a animé des « duels » télévisés entre deux candidats à la chancellerie. La première fois, en 2002, entre Gerhard Schröder et Edmund Stoiber et la deuxième fois, en 2005, entre Schröder et Angela Merkel. Depuis février 2006, elle anime le talkshow anglais « Global Players with Sabine Christiansen » pour la chaîne CNBC Europe. L’émission est produite dans différents endroits avec des invités politiques internationaux et est retransmise sur 12 chaînes.
En mai 2006, c’est elle qui interviewe pour la première fois, sur la télévision allemande, le président américain George W. Bush. C’est la plus longue interview qu'il ait donnée à une chaîne de télévision étrangère. Le 23 juin 2006, Sabine Christiansen fait savoir qu’en été 2007 elle mettra un terme à son émission diffusée sur ARD. Son successeur sera Anne Will, à partir de septembre 2007.

### Sandra Maischberger
Sandra Maischberger est née le 25 août 1966 à Munich, et a fait des études sur les sciences de la communication. C’est une jeune journaliste, animatrice, productrice et auteur allemande. Elle anime de nombreuses émissions d’interviews telles que « Live aus dem Schlachthof », « Talk im Turm », et « Maischberger ». Actuellement, elle anime le talkshow « Menschen bei Maischberger » sur la chaîne ARD. Elle reçoit de nombreux prix de journalisme et de télévision, entre autres celui pour la meilleure animatrice d’une émission d’information. Elle a travaillé sur les chaines Bayern 2, Tele 5, Das Erste, Vox, RTL
, WDR, ZDF, et écrit aussi pour le magazine Spiegel. Elle créa aussi sa propre firme de production avec son mari et Vanessa Nöcker : Vincent Television.

### Anke Engelke
Anke Engelke naît en 1965 au Canada et commence sa carrière en 1979 comme présentatrice des programmes pour enfants sur la chaîne ZDF. En 1981 sort le single Anke & Alexis Weissenberg – Wiegenlied für Erwachsene.

### Günther Jauch
Il présente « Wer wird Millionär? » (Qui veut gagner des millions?) depuis 1999 sur la chaîne RTL. Il quittera cependant RTL à la fin de l'année pour aller travailler sur la chaîne concurrente ARD et présenter une émission politique. Günther Jauch est un présentateur très populaire. Il a démarré à la radio avec son ami non moins connu Thomas Gottschalk. Le plus important reste tout de même sa carrière télévisuelle, il est en effet présentateur, journaliste et producteur, avec notamment de très nombreuses récompenses en tant que présentateur.

### Thomas Gottschalk
Thomas, né le 18 mai 1950, présente 6 à 7 fois par an l'émission « Wetten, dass..? » depuis 1987.

### Stefan Raab
C’est un animateur de télévision et un musicien allemand. Il a commencé dans la musique en 1990 en créant des jingles publicitaires. Son premier album sort en 1991. Il devient ensuite animateur télé pour la chaîne musicale Viva. Il présente alors l’émission « Vivasion ». En 1998, il a animé l’émission « TV Total » sur le réseau Pro7. Il s’essaye également à la radio. Enfin, en 2000, c'est lui qui représente l'Allemagne au Concours Eurovision de la Chanson.

### Hape Kerkeling
Hans Peter Wilhelm Kerkeling, né le 9 décembre 1964 à Recklinghausen en Allemagne, plus connu sous le nom de Hape Kerkeling, est à la fois acteur, animateur télé et écrivain. Dès 1983, il commence à travailler pour différentes stations de radio. Parmi les films, les chansons ou encore les émissions dont il est l’auteur ou auxquels il a contribué, beaucoup peuvent être qualifiés de satiriques ou parodiques. Il participe à différentes actions comme la lutte contre le racisme ou encore celle contre le sida. Bien qu’il ait connu quelques échecs, Hape est dans l’ensemble apprécié du public.

### Harald Schmidt
Harald Schmidt est un des animateurs phares de la chaîne publique ARD. Ce présentateur a fait des études d’art dramatique et de musique avant de commencer une riche carrière de comédien, de « Kabarettist » (une sorte d’artiste scénique qui propose un spectacle généralement sur l’actualité sur un ton humoristique voire satirique), de présentateur de télévision et d’acteur. Il s’est surtout fait connaître en tant que « Kabarettist » par ses tournées et en tant que présentateur, notamment avec son émission le « Harald Schmidt Show » de 1995 à 2003 sur la chaîne privée « Sat.1 ».

### Alfred Biolek
Alfred Franz Maria Biolek, né le 10 juillet 1934 à Freistadt en ex-Tchécoslovaquie, est un producteur et animateur de télévision en Allemagne ainsi que professeur à l'école supérieure des Beaux-Arts de Cologne dans la section Médias. Après avoir obtenu son baccalauréat en 1954, Biolek étudia le droit à Fribourg, Munich et Vienne. Il travailla d'abord pour la chaîne allemande ZDF en 1967 au service rédactionnel. À partir de 1974, il produit avec Rudi Carrell l'émission « Am laufenden Band ». En 1975, Alfred Biolek créa avec le journaliste Dieter Thoma le talkshow « Kölner Treff » pour la chaîne allemande régionale de l’ouest Westdeutscher Rundfunk (WDR). Dès 1978, il produit et anime sa première émission avec pour titre « Bios Bahnhof ». Dans les années 1980 suivirent le show « Bei Bio », qui n'eut pas de succès, l'émission « Show Bühne » et le divertissement (Spiel-Show) « Mensch Meier ». De 1991 à 2003, Alfred Biolek animait le talk-show hebdomadaire « Boulevard Bio ». Depuis décembre 1994, il produit et anime l'émission culinaire très populaire « Alfredissimo! Kochen mit Bio » diffusé par la chaîne allemande ARD et les Dritten (la troisième chaîne à vocation régionale). La mise en scène de la vie privée, la présentation raffinée et l'esthétisation de l'activité culinaire quotidienne contribuent à diffuser par cette émission un modèle de la culture alimentaire qui se veut aussi un art de vivre.

### Johannes B. Kerner
Johannes B. Kerner (né le 9 décembre 1964) est un animateur de télévision allemand. Après son bac, il entreprit des études commerciales et économiques, qu’il ne termina pas, et c’est en 1986 qu’il commença sa carrière à la télévision en tant que stagiaire pour la chaîne régionale « Sender Freies Berlin ». Il anima ensuite plusieurs autres émissions (notamment « Das aktuelle Sportstudio »), et à partir de janvier 1998, il a eu sa propre émission, intitulée Johannes B. Kerner-Show. Depuis 2002, il a reçu de nombreux prix le récompensant pour son travail (Goldene Kamera, Verdienstkreuz am Bande des Verdienstordens der Bundesrepublik, Deutscher Fernsehpreis).

### Dieter Bohlen
Dieter Bohlen est un producteur musicien et compositeur allemand. Son ascension est notamment due à sa présence en tant que compositeur et membre du très célèbre duo Modern Talking. Après la séparation de Modern Talking en 1987, il a formé le groupe Blue System, auquel il a participé comme chanteur, compositeur et producteur. Il a écrit aussi de la musique pour beaucoup de films, émissions, spectacles et feuilletons de télé. Il fait partie notamment du jury de la version allemande de la "Nouvelle Star".

## Programmes

### Information
Les Informationssendungen sont des émissions qui ont pour but d’informer les téléspectateurs. Cette catégorie regroupe aussi bien les journaux télévisés comme « Die Tagesschau » (ARD) ou « Heute » (ZDF) les émissions people comme « Brisant » que les émissions scientifiques comme « Geist und Gehirn » ou encore les émissions qui s'intéressent aux jeux vidéo comme « Game One ».

### Programmes pour enfants
Toutes les chaînes généralistes proposent des émissions pour enfants. La production la plus connue depuis 30 ans est « Die Sendung mit der Maus » (« L’émission avec la Souris », ARD). « Löwenzahn » (« Pissenlit »), « Sesamstrasse » (« Rue sésame »), les « Teletubbies » et « Der Bär im blauen Haus » sont d’autres émissions pour enfant aussi très appréciées. Vous trouverez sur Internet des renseignements sur la souris: www.wdrmaus.de. La chaîne pour enfants par excellence est la chaîne publique « Kinderkanal » ou « KI.KA ».

### Policiers
Tout comme en France avec Les Experts, l'Allemagne a ses "Tatort", séries policières diffusées régulièrement, mais qui ont la particularité d'être tournées dans une ville de la région dans laquelle la chaîne régionale productrice se situe. Les Experts est aussi, bien entendu, diffusé en Allemagne, mais sous son titre original, CSI. On ne saurait oublier Inspecteur Derrick, sur le petit écran à partir de 1974 jusqu'à la fin des années 1990.

### Émissions culturelles
L’offre d’émissions culturelles est assez vaste pour la télévision allemande : on en trouve évidemment sur les chaînes thématiques culturelles comme les chaînes « Literaturfernsehen » (chaîne privée régionale qui traite de littérature), « Kinowelt TV Premium » (chaîne privée nationale spécialisée dans le cinéma), « ZDF Theaterkanal » (chaîne thématique du groupe ZDF sur le théâtre)... Pour ce qui est des chaînes généralistes, la culture est assez peu présente sur les chaînes privées ; sur les chaînes publiques (nationales et régionales) on trouve de nombreux magazines culturels comme « Aspekte », « Lesen », « Nachtstudio », « Die großen Kriminalfälle », « ZDF in concert » pour la chaîne ZDF, « Weltreisen » (magazine de culture et de civilisation à travers le monde), « Wickerts Bücher » (magazine mensuel du livre) sur la chaîne Das Erste.

### Daily-Soaps
Ce sont des feuilletons quotidiens diffusés la plupart du temps l’après-midi. Ces feuilletons étaient destinés à l’origine à un public de femmes au foyer qui pouvaient alors suivre les épisodes tout en s’affairant dans leurs maisons. Un nombre incroyable d’épisodes est tourné, parfois jusqu’à plus de 200 épisodes. Ceux-ci sont alors rediffusés maintes et maintes fois.
L’histoire est systématiquement basée sur un homme et une femme pour les soaps, et centrée sur un seul personnage pour les Telenovelas. Le but n’est pas toujours de montrer une femme émancipée et souvent la répartition se rapproche de celle des années 1950. Il n’y a aucune limite de temps dans le scénario ce qui permet ce grand nombre d’épisodes, l’apparition de nouveaux personnages...
Ce genre de programmes s’est fortement développé et beaucoup de pays ont créé leurs propres feuilletons, inspirés de leurs homologues américains. Les premiers feuilletons quotidiens diffusés furent américains, avec par exemple Les Feux de l'amour, Amour, Gloire et Beauté ou encore Hôpital central.
En Allemagne, on parle de 'Familienserie' avec en tête Au rythme de la vie (Gute Zeiten, schlechte Zeiten), diffusé sur RTL depuis février 1992, Marienhof, à l’écran depuis octobre 1992 et plus récemment, Verbotene Liebe diffusé depuis le 2 janvier 1995 ou  Le Rêve de Diana, depuis avril 2006.
Ces feuilletons sont assez peu diffusés hors d'Allemagne (en France, seul Le Rêve de Diana a été acheté, par M6). Cependant, Au rythme de la vie et Verbotene Liebe connaissent une certaine notoriété au-delà de leurs frontières grâce à leurs couples gay (Lenny et Carsten (Cenny/Lensten), Christian et Oliver(Ollian/Chrolli) ), dont les scènes sont abondamment postées sur les plateformes de diffusion d'Internet.

### Talk-shows
Les émissions de type talk-show sont très courantes en Allemagne. Elles permettent de traiter de sujets variés et d’actualité et de confronter les points de vue. La ZDF diffuse une émission politique « Maybrit Illner », anciennement « Berlin Mitte », et accueille principalement des politiciens. Un autre exemple peut être « Die Harald Schmidt Show », diffusé sur Sat1 qui invite sur son plateau des célébrités allemandes et internationales.

### Télé-réalité
La télé-réalité est un concept qui fait fureur également en Allemagne. Les émissions comme « Die Insel », « Der Bachelor » oder « Diät-Duell » n’en sont que quelques exemples. Ce type d’émission est sujet à critique en ce qui concerne le non-respect de la vie privée par l’exposition de celle-ci au grand public. La mesure de la popularité de ces émissions montrent un goût remarquable à l’échelle mondiale, pour le voyeurisme d’une soi-disant réalité.

### Émissions de casting
Ces émissions de télé réalité visent un public de 14 à 49 ans. En Allemagne, la plus connue est « Big Brother », diffusée sur RTL2 (chaîne privée de la télévision allemande) depuis 2000, elle compte actuellement sept saisons. Le principe : les candidats enfermés dans un endroit sont observés 24 heures sur 24 par les téléspectateurs. La première émission du type Casting-Show en Allemagne fut "Popstars", la première et deuxième saison furent diffusées par RTL2 et les suivantes par ProSieben. "Popstars" compte actuellement six saisons. Il y a aussi « Deutschland sucht den Superstar" l'équivalent allemand de la « Nouvelle Star", diffusé sur la chaîne RTL depuis 2002. La première et la deuxième saison furent présentées par Carsten Spengemann et Michelle Hunziker, la troisième et la quatrième par Marco Schreyl, Tooske Ragas. Diffusée en 2003 par RTL2 pendant trois mois, l'émission "Fame academy" connu en France sous le nom "star academy" a fait un véritable flop en Allemagne.

### Programmes de l'après-midi
Les programmes diffusés l’après-midi sur ARD et ZDF sont majoritairement destinés aux femmes au foyer et aux enfants, ce qui s’explique par le fait que les enfants et les jeunes n’ont cours que le matin. La chaîne ARD diffuse principalement des émissions pour enfants (Wolf, Bär & Co), et des feuilletons quotidiens (Daily Soaps, Telenovelas) telles que les productions allemandes Verbotene Liebe, Le Tourbillon de l’amour, Marienhof. Sur la chaîne ZDF, les programmes sont un peu plus variés, et des émissions plus culturelles sont diffusées, telles que des documentaires animaliers, des reportages…